# 綠髮仙子與森林之歌
《綠髮仙子與森林之歌》（烏克蘭語：Мавка. Лісова пісня）是一部2023年烏克蘭奇幻3D動畫電影，改編自列霞·烏克蘭卡的三幕詩劇《森林之歌》以及斯拉夫神話形象。電影由奧歷山德拉·魯班（Олександра Рубан）和奧列格·馬拉姆茲（Олег Маламуж）執導，講述保護烏克蘭森林及生命之源的森林之魂瑪卡與鄉村人類男孩盧卡許相愛，但必須面臨森林與愛情間的選擇。
電影2023年3月2日在烏克蘭上映；自此成為票房最高的本土電影。

## 配音員
- 納塔利婭·德尼先科（烏克蘭語：Денисенко Наталія Олександрівна）聲演瑪卡
  - 赫里斯蒂娜·索洛維聲演瑪卡（歌唱）
  - 卡捷琳娜·庫哈爾（烏克蘭語：Кухар Катерина Ігорівна）和泰西亞·赫沃斯托娃（Таїсія Хвостова）飾演瑪卡（動作及外型）
- 阿尔特姆·皮沃瓦罗夫聲演盧卡許（烏克蘭語：Лукаш (Лісова пісня)）
- 奧列格·米哈伊盧塔（烏克蘭語：Михайлюта Олег Ігорович）聲演列夫叔叔（Дядько Лев）
- 伊琳娜·克拉維茨（烏克蘭語：Кравець Олена Юріївна）聲演奇麗娜（Килина）

## 製作
Film.UA2015年9月宣布開始製作改編自列霞·烏克蘭卡經典之作《森林之歌》的動畫長片《綠髮仙子與森林之歌》。《綠髮仙子與森林之歌》後在2017年3月的歐洲最大動畫論壇上被評為最佳項目，這也是烏克蘭首次派代表參加，製片方收到了來自歐洲專業人士的許多好評和合作提議，包括華特迪士尼公司（德國、瑞士和奧地利）。
2016年9月，該項目贏得了第9屆國家電影競賽，製作合約於12月成立。《綠髮仙子與森林之歌》的初始預算約9807萬赫里夫尼亞。2020年，國家電影拍攝支持委員會批准將項目預算增加1.9倍。動畫製作公司Animagrad與乌克兰国家电影局達成了一項新協議，根據該協議，電影獲得國家資助金2500萬赫里夫尼亞，佔了當時製作預算的13.35%。

## 發行
《綠髮仙子與森林之歌》預定2023年3月2日在烏克蘭上映。電影上映日原定2022年12月29日，但上映前幾天，片方因俄羅斯入侵烏克蘭影響而宣告延期。
官方2021年12月20日發表預告片。電影由環球影業內容集團負責在二十多個海外市場發行，並依市場而本土化配音；如在法國上映時，包括原聲帶在內的整部電影都採法語配音。

## 反響

### 評價
《綠髮仙子與森林之歌》得到了烏克蘭評論家的認可，大多認為電影專面向兒童，因此劇情比起原作更加簡易明瞭、歡樂。電影建模也獲得讚賞，儘管外界認為視覺風格太貼近「迪士尼」。

## 外部連結
- 官方网站
- 互联网电影数据库（IMDb）上《綠髮仙子與森林之歌》的资料（英文）
- 《綠髮仙子與森林之歌》的Instagram帳戶